# Діва Святого Грааля (1874)
«Діва Святого Грааля» (або «Святий Грааль») — картина англійського художника- прерафаеліта Данте Габріеля Россетті, створена в 1874 році. Існує однойменна акварель Россетті, створена 1857 року. Зараз картина знаходиться в колекції Ендрю Ллойда Веббера.
Сюжет картини взято з Артурівського циклу легенд. На рамі висічені рядки з поеми Томаса Мелорі — «Смерть Артура» (Книга XI). Персонаж, що став у творі Мелорі епізодичним, отримав своє розкриття в живописі.
Як зазначав сам Россетті, він дуже швидко написав «Діву Святого Грааля» взимку 1874. Натурницею для картини стала Алекса Уайлдінг; існує репродукція, для якої позувала Фанні Корнфорт.
«Діва Святого Грааля» відрізняється від невеликої однойменної акварелі 1857 року. Більш ранній роботі притаманні простота стилю і деякий примітивізм, які разом із кольоровим виконанням роботи надають їй схожості з роботами майстрів Середньовіччя, також зображення героїні подібне до образів з ікон. Коли Россетті повернувся до цього сюжету 1874 року, він створив портрет з рисами стилю, притаманними пізньому періоду його творчості. Сувора Діва Святого Грааля перетворилася на більш земну чуттєву вродливу дівчину з розпущеним волоссям, червоними губами та млосним поглядом. Якщо в описі Мелорі Діва Святого Грааля була вбрана у все біле, то на картині Россетті вона вбрана в червоне. Навіть образ голуба, що традиційно в живописі та іконографії асоціюється зі Святим Духом, прийняв витончену позу і гармонійно поєднується з дівчиною, сам Святий Грааль зображений у вигляді сучасної чаші, а не антикварної посудини з довгою ніжкою, як це було на роботі 1857.